# Momir Petković
Momir Petković (n. 21 iulie 1953, Subotica, Serbia) este un luptător ce a reprezentat Iugoslavia, medaliat olimpic. A participat la 2 ediții ale Jocurilor Olimpice (1976, 1984) în care a câștigat o medalie de aur.